# Dalmarsch
"Dalmarsch" är en dikt av Erik Axel Karlfeldt ur samlingen Fridolins visor och andra dikter från 1898. Den tonsattes av Wilhelm Peterson-Berger. Texten börjar: "Marschen går till Tuna".